# Auguste Förster
Pour les articles homonymes, voir Galpin.
Auguste Förster (7 décembre 1848, Warburg - 3 octobre 1926, Brunswick) est une enseignante allemande et une activiste du mouvement féminin bourgeois. Elle fonde la Gründerin des Verbandes Kassler Frauenvereine (Fondation de l'association des femmes de Cassel).
En 1893, elle participe à la fondation du Congrès mondial des organisations représentatives des femmes, réuni à l'occasion de l'Exposition universelle de 1893 à Chicago. Elle est accompagnée par Anna Simson, Hanna Bieber-Böhm et Käthe Schirmacher. Elles s'inspirent de l'exemple du Conseil national des femmes américaines (en) pour fonder la Bund Deutscher Frauenvereine (Fédération des associations féminines allemandes), dont elle est l'une des membres fondatrices du conseil d'administration.

## Source de la traduction
- (en) Cet article est partiellement ou en totalité issu de l’article de Wikipédia en anglais intitulé « Auguste Förster » (voir la liste des auteurs).